# Монастырево (Псковская область)
Монастырево — деревня в Бежаницком районе Псковской области. Входит в состав сельского поселения муниципальное образование «Чихачёвская волость».
Расположена в 40 км (или в 55 км по дорогам) к северу от райцентра, посёлка Бежаницы, и в 3 км к востоку от волостного центра, села Чихачёво.

## Население
Численность населения по оценке на 2000 год составляла 13 жителей.